# Plasmó de superfície

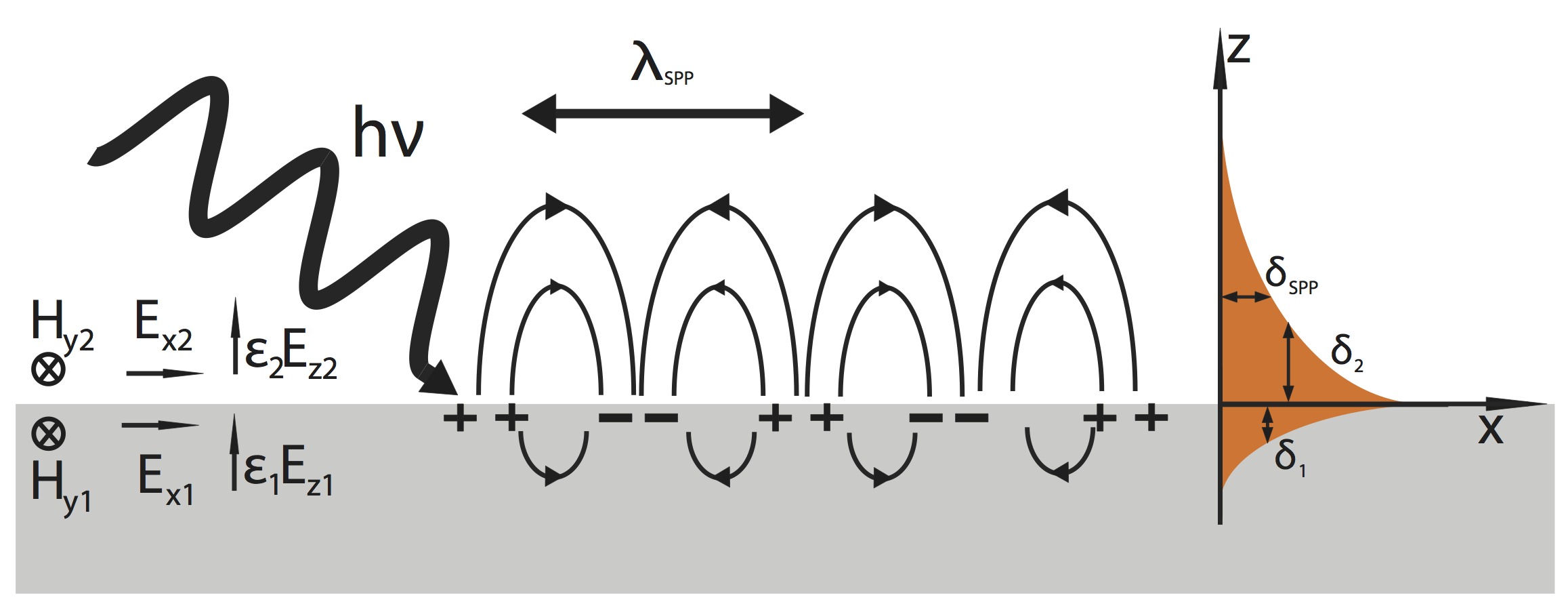
La representació esquemàtica d'una ona de densitat de l'electró propagant-se al llarg d'un metall–interfície dielèctrica. Les oscil·lacions de densitat de càrrega i els camps electromagnètics associats són anomenades ones de polaritons de plasmons de superfície. La dependència exponencial de la intensitat del camp electromagnètic a una distància llunyana de la interfície es mostra a la dreta. Aquestes ones es poden excitar amb molta eficiència amb llum que estigui situada en el camp visible de l'espectre electromagnètic (380nm-750nm).

Els plasmons de superfície (PS) són una excitació que es propaga en forma d’ona a la interfície entre un medi metàl·lic i un dielèctric, (normalment el buit) i que a més decau exponencialment un cop augmentem la distància respecte la interfície. Per això diem que un PS és una ona electromagnètica confinada vora la interfície metal-dielèctric. Els fotons poden excitar (sota determinades condicions) electrons lliures en un metal o en un gas de plasma. De fet un plasmó és el quàntum de l’oscil·lació de plasma de la mateixa manera que un fotó és el quàntum de l’osil·lació del camp electromagnètic.
El moviment de la càrrega en una superfície plasmònica sempre crea camps electromagnètics a fora (i a l’interior) del metall. L'excitació total, incloent tant el moviment de la càrrega i el camp electromagnètic associats és anomenada indiferentment com a polaritó de plasmons de superfície (PPS, quan es produeix a una interfície plana) o bé plasmons de superfície localitzats (quan es produeix a la superfície tancada d'una partícula petita).
L'existència dels plasmons de superfície va ser predita per primer cop al 1957 per Rufus Ritchie. A les següents dues dècades, els plasmons de superfície van ser extensament estudiats per molts científics, el primer dels quals va ser T. Turbadar entre el 1950s i 1960s, i E. N. Economou, Heinz Raether, E. Kretschmann, i Un. Otto entre els anys 1960s i 1970s. La transferència d’informació a la nanoescala de manera similar a la fotònica, però a partir de plasmons de superfície és anomenada plasmònica.

## Polaritons de plasmons de superfície

### Excitació
Els PPS poden ser excitats tant per electrons com per fotons. En el cas dels fotons, no pot ser directament, ja que requereix un prisma, o un xarxa (o patró), o bé un defecte en la superfície del metall.
En el cas dels metall aquests contenen una gran quantitat d’electrons lliures i la conseqüència és que quan la partícula que excita el metall té freqüència angular {\displaystyle \omega } < {\displaystyle \omega _{p}} la seva permitivitat elèctrica serà negativa i donada per
{\displaystyle \varepsilon (\omega )=1-{\frac {\omega _{p}^{2}}{\omega ^{2}}}}, {\displaystyle \omega _{p}={\sqrt {\frac {4\pi n_{e}e^{2}}{m_{e}}}}}
On {\displaystyle \omega _{p}} és la freqüència de plasma, {\displaystyle n_{e}} la densitat d’electrons lliures i {\displaystyle e} i {\displaystyle m_{e}} la càrrega i la massa de l’electró.
Generalment aquest fet implicarà que per {\displaystyle \omega } < {\displaystyle \omega _{p}} cap camp electromagnètic es pugui propagar pel metall.

### Relació de dispersió

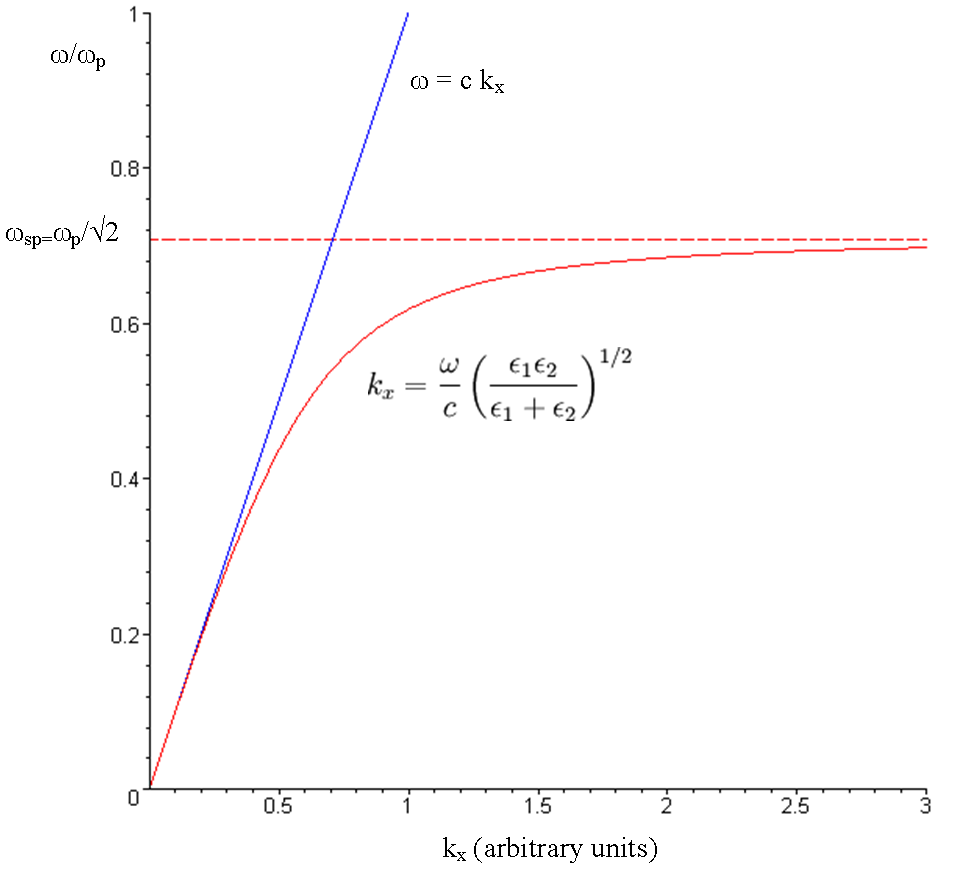
Corba de dispersió sense pèrdues per a plasmons de superfície. A baix k, la corba del plasmó de superfície (vermell) s'apropa la corba del fotó (blau)

A freqüència baixa, un PPS s'apropa a una ona Sommerfeld-Zenneck, on la relació de dispersió (relació entre freqüència i el vector d’ones) és la mateixa que a l’espai lliure. A una freqüència més alta, la relació de dispersió tendeix asimptòticament a un límit anomenat "freqüència de plasma" (veure figura a la dreta).
El camp elèctric que conforma el plasmó es propagarà a través de la superfície ja que no existeix discontinuïtat en l’eix X. En canvi el camp elèctric en la direcció perpendicular a la superfície si que presenta una discontinuïtat ja que els diferents medis presenten diferents permitivitats elèctriques. És a dir, {\displaystyle D_{z}=\varepsilon _{d}\varepsilon _{0}E_{zd}=\varepsilon _{m}\varepsilon _{0}E_{zm}}. Aquesta discontinuïtat provocarà l'aparició de canvis temporals en la polarització a la interfície.
En el cas de què la interfície se situï al pla {\displaystyle xy}, la propagació de les ones en la direcció {\displaystyle x} quan {\displaystyle z>0}:
{\displaystyle E_{d}=(E_{xd},0,E_{zd})e^{-k_{zd}z}e^{i(k_{x}x-\omega t)}}
{\displaystyle E_{d}=(0,H_{yd},0)e^{-k_{zd}z}e^{i(k_{x}x-\omega t)}}
En canvi quan {\displaystyle z<0:}
{\displaystyle E_{m}=(E_{xm},0,E_{zm})e^{k_{zm}z}e^{i(k_{x}x-\omega t)}}
{\displaystyle H_{m}=(0,H_{ym},0)=e^{k_{zm}z}e^{i(k_{x}x-\omega t)}}
Aplicant dues de les equacions de Maxwell {\displaystyle \nabla \cdot E=0}, {\displaystyle \nabla \times E=-{\frac {1}{c}}{\frac {\partial H}{\partial t}}} a cada una de les diferents equacions anteriors acabem obtenint una relació pel vector d’ones per on es propaga el camp electromagnètic 
{\displaystyle k_{x}=k_{SPP}=k{\sqrt {\frac {\varepsilon _{d}\varepsilon _{m}}{\varepsilon _{d}+\varepsilon _{m}}}}}.

### Ona evanescent
Una part important dels plasmons de superfície és l’ona evanescent. Aquesta ona correspon als camps electromagnètics que decauen en direcció perpendicular a la direcció de propagació dels plasmons. Podem considerar la refracció d’una una ona electromagnètica entre dos medis 1 i 2 amb índex de refracció {\displaystyle n_{1}} i {\displaystyle n_{2}} respectivament. Aquesta ona tindrà un vector d’ona associat {\displaystyle k} que és paral·lel a la direcció de propagació de l’ona i tindrà una magnitud:
{\displaystyle k={\sqrt {k_{x}^{2}+k_{y}^{2}+k_{z}^{2}}}=n{\frac {2\pi }{\lambda }}=n{\frac {\omega }{c}}}
On {\displaystyle \lambda } i {\displaystyle c} són la longitud d’ona i la velocitat de propagació de l’ona al buit respectivament. Podem escollir que el vector d’ones tingui un valor nul per la component {\displaystyle z} i, per tant, el problema esdevingui bidimensional. D’aquesta manera amb la llei de Snell podrem trobar un valor per la component {\displaystyle y} del vector d’ones ({\displaystyle k_{y2}}, component perpendicular a la superfície i que es situa al medi amb un índex de refracció {\displaystyle n_{2}}) que vindrà donat per:
{\displaystyle k_{y2}^{2}=n_{1}^{2}\left({\frac {2\pi }{\lambda }}\right)^{2}\left({\frac {n_{2}^{2}}{n_{1}^{2}}}-sin^{2}\alpha \right)}
Quan {\displaystyle n_{1}>n_{2}} podem veure com {\displaystyle k_{y2}} pot tornar-se negatiu i, per tant, {\displaystyle k_{y}} ser imaginari, el que provocaria que al segon medi només hi hagués una ona que viatja paral·lela a la interfície.
{\displaystyle E_{2}=E_{0}e^{-k_{y2}y}e^{(i\omega t-ik_{x}x)}}
On {\displaystyle E_{0}} es l’amplitud del camp elèctric, {\displaystyle \omega } es la freqüència angular i {\displaystyle i={\sqrt {-1}}}. L'amplitud del camp elèctric en direcció {\displaystyle y} decau exponencialment (únicament es representa una ona viatgera en el espai si l'exponent és imaginari).
Les longituds de penetració de les ones evanescents tant al dielèctric com al metal venen donades respectivament per {\displaystyle \delta _{d}=1/k_{zd}} i {\displaystyle \delta _{m}=1/k_{zm}} que poden ser reescrits tal que així {\displaystyle \delta _{d}={\frac {1}{k}}\left|{\frac {\varepsilon _{d}+\varepsilon _{m}}{-\varepsilon _{d}^{2}}}\right|^{\frac {1}{2}}} i {\displaystyle \delta _{m}={\frac {1}{k}}\left|{\frac {\varepsilon _{d}+\varepsilon _{m}}{-\varepsilon _{m}^{2}}}\right|^{\frac {1}{2}}}.

## Plasmons de superfície localitzats
Els plasmons de superfície localitzats sorgeixen dins d'objectes metàl·lics petits, incloent nanopartícules. Com que la invariància translacional del sistema s'ha perdut, no es pot fer una descripció en termes d'un vector d'ona, com en els PPS. També, a diferència de la relació de dispersió contínua pels PPS, els modes electromagnètics de la partícula són discrets.
Els PSL (plasmons de superfície localitzats) poden ser excitats directament a través d'ones incidents; acoblaments eficaços als modes dels PSL corresponen a ressonàncies i poden ser atribuïts als fenòmens d'absorció i de dispersió, amb augments del camp local. Les ressonàncies dels PSL depenen en gran part en la forma de la partícula; es poden estudiar les partícules esfèriques analíticament mitjançant la teoria de Mie.

## Aplicacions experimentals
L'excitació de plasmons de superfície s'utilitza freqüentment en una tècnica experimental coneguda com ressonància de plasmons de superfície (RPS). En la RPS, l'excitació màxima dels plasmons de superfície es detecta fent un control de la potència reflectida d'un prisma d'acoblament en funció de l'angle incident o de la longitud d'ona. Es pot utilitzar aquesta tècnica per observar canvis nanomètrics en el gruix, fluctuacions de densitat, o absorció molecular. Treballs recents també han mostrat que la RPS pot ser utilitzada mesurar els índexs òptics de sistemes multicapes, on l'el·lipsometria va fallar en donar resultat.
Circuits basats en plasmons de superfície han estat proposats com a mitjà per vèncer les limitacions en la mida dels circuits fotònics utilitzats en nanodispositius de processament de dades d'alt rendiment.
La capacitat de controlar dinàmicament les propietats plasmòniques de materials en aquests nanodispositius és clau pel seu desenvolupament. Recentment s'ha demostrat un nou enfocament que utilitza interaccions plasmó-plasmó. Aquí la ressonància de plasmons és induïda o suprimida per manipular la propagació de llum. S'ha demostrat que aquest enfocament té un gran potencial per la manipulació de la llum en la nanoescala i el desenvolupament d'un modulador plasmònic plenament CMOS-compatible i electro-òptic, considerat un futur component clau en circuits fotònics de la mida de xips.
Alguns altres efectes de superfície com la dispersió de Raman ampliada per superfície i la fluorescència ampliada per superfície són induïts per plasmons de superfície de metalls nobles i, per tant, s'han desenvolupat sensors basats en plasmons de superfície.
En generació de segon harmònic de superfície, el senyal del segon harmònic és proporcional al quadrat del camp elèctric. El camp elèctric és més fort a la interfície a causa del plasmó de superfície causant un efecte òptic no-lineal. Aquest senyal més gran és sovint aprofitat per produir un segon senyal harmònic més fort.
La longitud d'ona i intensitat dels pics d’absorció i emissió dels plasmons estan afectats per l’adsorció molecular que pot utilitzar-se en sensors moleculars. Per exemple, un prototip plenament operacional permet detectar la caseïna a la llet. El dispositiu es basa en la monitorització de l’absorció de polaritons per una làmina d’or.